# ГЕС Nam Leuk
ГЕС Nam Leuk — гідроелектростанція у північнозахідній частині Лаосу. Використовує ресурс із річки Nam Leuk, правої притоки Нам-Манг, котра, своєю чергою, є лівою притокою Меконгу (впадає до Південнокитайського моря на узбережжі В'єтнаму).
У межах проєкту річку перекрили кам'яно-накидною греблею із земляним ядром висотою 51,5 метра, яка утворила водосховище з площею поверхні від 5,1 км2 до 12,8 км2 та об'ємом 185 млн м3 (корисний об'єм 154 млн м3). Окрім власного стоку, водойма поповнюється за рахунок деривації ресурсу із річки Nam Poun, притоки Nam Leuk.
Зі сховища через тунель довжиною 2,8 км із діаметром 4,9 метра ресурс подається на північ під водорозділом із річкою Nam Xan, котра впадає ліворуч до Нам-Нгум — ще однієї лівої притоки Меконгу. Враховуючи, що Nam Xan завершується у водосховищі ГЕС Нам-Нгум 1, реалізація проєкту станції Nam Leuk дозволила одночасно збільшити річний виробіток тільки згаданої нижньої станції каскаду на Нам-Нгум на 30 млн кВт·год. Тунель завершується в запобіжному балансуючому резервуарі шахтно-наземного типу: нижня камера має висоту 35 метрів при діаметрі 9 метрів, а розташована над поверхнею частина при висоті 10,5 метра має діаметр 21 метр. Далі ресурс потрапляє до напірного водоводу довжиною 0,75 км з діаметром 3,4 метра, котрий на завершальному етапі розгалужується на два діаметром по 2,4 метра.
Наземний машинний зал, споруджений на березі Nam Xan, обладнали двома турбінами типу Френсіс потужністю по 30 МВт. Використовуючи перепад висот у 180 метрів, вони забезпечують виробництво 0,2 млрд кВт·год електроенергії на рік.
Видача продукції відбувається по ЛЕП, розрахованій на роботу під напругою 115 кВ.